# Friedrich Günsburg
Friedrich Günsburg (* 13. Juli 1820 in Breslau; † 28. Juli 1859 ebenda) war ein deutscher Pathologe und Mediziner am Allerheiligen-Hospital in Breslau.

## Leben
Friedrich Günsburg bestand am 9. September 1837 am Gymnasium zu St. Maria Magdalena in Breslau die Abiturienten-Prüfung, studierte an der Schlesischen Friedrich-Wilhelms-Universität in Breslau Medizin und wurde 1841 in Breslau mit seiner Dissertation Tentamen physiognomicae pathologicae specialis promoviert. Nach seiner Promotion wurde er Arzt am Allerheiligen-Hospital in Breslau, wo er später dann ab April 1845 in der Abteilung für chronische Krankheiten wirkte.
Friedrich Günsburg begründete 1850 die Zeitschrift für klinische Medizin, die er bis zu seinem Tod gemeinsam mit dem von Albrecht Theodor Middeldorpf gegründeten Verein für physiologische Heilkunde in Breslau herausgab.
Bereits 1848 unternahm er erstmals den Versuch sich als Privatdozent an der Universität Breslau zu habilitieren, was ihm zu dieser Zeit noch unter Hinweis auf die schwierige Zulassung jüdischer Gelehrter zu akademischen Lehrämtern sowie aufgrund seines Benehmens gegenüber dem unter der Führung von Hans Karl Barkow stehenden Anatomischen Institutes der Universität Breslau verwehrt wurde.
Nach mehreren weiteren Versuchen gelang es Friedrich Günsburg sich elf Jahre später im Jahr 1859 wenige Monate vor seinem Tod noch als Privatdozent an der Universität Breslau zu habilitieren. 
Am 1. Mai 1853 wurde Friedrich Günsburg unter der Präsidentschaft von Christian Gottfried Daniel Nees von Esenbeck unter der Matrikel-Nr. 1665 mit dem akademischen Beinamen Willis als Mitglied in die Kaiserliche Leopoldino-Carolinische Akademie der Naturforscher aufgenommen.

## Schriften (Auswahl)
- Tentamen physiognomicae pathologicae specialis. Breslau 1841.
- Die pathologische Gewebelehre. Erster Band. Die Krankheitsprodukte nach ihrer Entwicklung, Zusammensetzung und Lagerung in den Geweben des menschlichen Körper. (= Studien zur speciellen Pathologie. Band 1). Brockhaus, Leipzig 1845 (Digitalisat).
- Die pathologische Gewebelehre. Zweiter Band. Die krankhaften Veränderungen der Gewebe des menschlichen Körpers. Grundriss der pathologischen Entwickelungsgeschichte. (= Studien zur speciellen Pathologie. Band 2). Brockhaus, Leipzig 1848 (Digitalisat).
- Mittheilungen über die gegenwärtige Epidemie der asiatischen Cholera. F.E.C. Leuckart, Breslau 1848 (Digitalisat).
- Zur Kritik des Magengeschwürs, insbesondere des perforierenden. In: Archiv für physiologische Heilkunde. Hrsg. von K. Vierordt. 2. Jahrgang, Stuttgart 1852.
- Untersuchungen über die erste Entwicklung verschiedener Gewebe des menschlichen Körpers. Trewendt & Granier, Breslau 1854 (Digitalisat).